# Trận Bát Lí Kiều
Trận Bát Lí Kiều (tiếng Pháp: Le Combat de Palikao, tiếng Trung: 八里橋之戰; bính âm: Bālǐqiáo zhī zhàn) là trận đánh tại cầu Bát Lí giữa các lực lượng Anh và Pháp chống lại Đế chế nhà Thanh trong chiến tranh Nha phiến lần thứ hai vào sáng 21 tháng 9 năm 1860. Nó cho phép các lực lượng phương Tây đến tận thủ đô Bắc Kinh và cuối cùng đánh bại đế chế nhà Thanh.

## Nguyên nhân
Sau khi đánh chiếm được Pháo đài Đại Cô, tháng 8 năm 1860 liên quân Anh - Pháp do Tướng James Hope Grant (Anh) và Charles Cousin - Montauban (Pháp) từ Thiên Tân bắt đầu cuộc Hành quân về Bắc Kinh, đánh chiếm Thông Châu và Trương Gia Loan. Ngày 19 tháng 8, Liên quân bắt đầu đến gần cầu Bát Lí (Bát Lí Kiều) cách Thông Châu 8 dặm về phía Tây, chuẩn bị mở đường tiến vào Bắc Kinh.

## Lực lượng
Để đối phó, Hoàng đế Hàm Phong lệnh cho Thân vương Tăng Cách Lâm Thấm dẫn kị binh Mông Cổ đến quyết chiến.
Lực lượng Liên quân ước tính có 8000 - 10.000 quân, gồm Bộ binh và Pháo binh, đa số trang bị súng hỏa mai kiểu Miníe. Quân Thanh ước tính khoảng 10.000 - 20.000 quân, trong đó có 10.000 Kị binh Mông Cổ tinh nhuệ (các ước tính của phương Tây thổi phồng quân Thanh lên 30.000 - 50.000 quân) nhưng trang bị hỏa lực khá nghèo nàn, các loại Đại bác lỗi thời được bố trí cố định gần cầu Bát Lí còn Kị binh gần như không được trang bị súng.

## Diễn biến
Ngày 20 tháng 9, quân đội 2 bên phát hiện vị trí của nhau và chuẩn bị giao chiến. Sáng ngày 21, Kị binh Mông Cổ mở màn trận đánh bằng một đợt xung phong từ sau một khu rừng nhằm vào vị trí Pháo binh quân Pháp. Pháo binh Pháp bắn tan tác đội hình xung phong giúp cho các Binh sĩ trang bị súng hỏa mai đẩy lùi quân Thanh khỏi trận địa. Cùng lúc đó, cuộc tấn công vào vị trí của quân Anh cũng thất bại. Do thiếu hỏa lực, quân Mông Cổ chỉ có thể dùng cung tên bắn về phía quân Anh nhưng không có hiệu quả, quân Anh dàn đội hình khối vuông, chĩa Súng trường với lưỡi lê ra khiến Kị binh Mông Cổ không thể tiếp cận đánh giáp lá cà. Cả 2 đợt xung phong bị đẩy lùi, Liên quân tiến về phía cầu và dùng Đại bác quét sạch Pháo binh lẫn Công sự của quân Thanh bảo vệ cầu trước khi Bộ binh dùng lưỡi lê tiến lên quét sạch tàn quân Thanh còn lại trên cầu. Quân Bát Kì đã chiến đấu dũng cảm nhưng vẫn bị đẩy lui, một phần chạy về phía Bắc Kinh, phần còn lại rút lên phía Bắc.

## Kết quả
Đến tối, Liên quân mở toang con đường tiến về Bắc Kinh với cái giá phải trả là 2 lính Anh và 3 lính Pháp thiệt mạng, 29 lính Anh và 18 lính Pháp bị thương. Quân Thanh tổn thất lên đến 1.200 người. Trong trận này, dù bị áp đảo Hỏa lực nhưng quân Thanh đã chiến đấu hết sức dũng cảm, đặc biệt về phía quân Mông Cổ, nhưng không thể thắng được chênh lệch về Kĩ thuật và Chiến thuật. Theo như lời kể của Trung úy Paul Dragange thuộc Lữ đoàn Pháo binh dã chiến số 2 (Le 2 Bataillon De Chasseurs A Pied) của Lực lượng Viễn chinh Pháp:
"Súng Đại bác và đạn chì không thể tiêu diệt hoàn toàn chúng, và các Kị binh dường như được tái sinh từ đống tro tàn. Chúng ngoan cường đến mức liều lĩnh lao đến nơi chỉ cách Khẩu pháo 30 mét. Đại bác của ta bắn liên hồi, đạn pháo bay tứ tung, rơi vãi trong đám cháy."
Lực lượng Anh - Pháp tiến vào Bắc Kinh ngày 06 tháng 10. Hoàng đế Hàm Phong đã rời khỏi Kinh đô và trao cho em là Cung Thân Vương chịu trách nhiệm đàm phán hòa bình. Hàm Phong chạy đến Cung điện mùa hè Thừa Đức sau đó tới Nhiệt Hà. Quân đội Anh - Pháp tại Bắc Kinh bắt đầu cướp phá Cung điện mùa hè (Di Hòa Viên) và Cung điện mùa hè cũ (Viên Minh Viên), nhiều đồ vật quí hiếm bị cướp phá đến nay vẫn chưa được trả lại.